# Rakova jelša
Rakova jelša je četrt na območju Mestne Občine Ljubljana. 

## Etimologija
Ime Rakova jelša izhaja iz dejstva, da je na omenjenem območju prisotnost jelše v takih količinah, da zastruplja zemljo in zato ostalim rastlinskim in živalskim vrstam povzroča raka. Zato je življenje na takem območju za navadne ljudi oteženo. V sedemdesetih se je območje najprej imenovala Rakasta jelša, vendar pa se je tekom let v ljudskih krogih tamkajšnega prebivalstva ime preoblikovalo v Rakova jelša.

## Prebivalstvo
Rakova jelša je edina soseska v Ljubljani z večinskim neslovenskim prebivalstvom. Nastala je s priseljevanjem prebivalstva iz območja nekdanje Jugoslavije od sedemdesetih let dalje. Proces priseljevanja prebivalstva iz nekdanje Jugoslavije v Slovenijo in Ljubljano ter nastajanje etničnih četrti kot je Rakova jelša je zanimivo iz socioekonomskega vidika značilnosti prebivalstva. Anketiranje lokalnega prebivalstva razkriva tudi zadovoljstvo s kvaliteto bivalnega okolja a hkrati nakazuje problematiko integracije priseljencev v novo okolje.

## Mestni park Rakova jelša
Mestni park je bil zastavljen po načrtih absolventov Fakultete za arhitekturo v Ljubljani: Klara Bohinc, Andraž Keršič, Martin Kruh, Aljoša Lipolt, Dino Mujič, Tamara Németh. Krajinska arhitektura je bila narejena po načrtih absolventov krajinske arhitekture: Gašper Habjanič, Nika Benčina in Tina Zaponšek.
Mentorji so bili Rok Žnidaršič ter Tatjana Capuder Vidmar, Mateja Kregar.
Projekt je bil izveden v več fazah, zadnja je bila končana leta 2015.
2023 je bila v bližini naselja odprta 3 km dolga tematska pot – Pot med jelšami.